# Dodson Motors

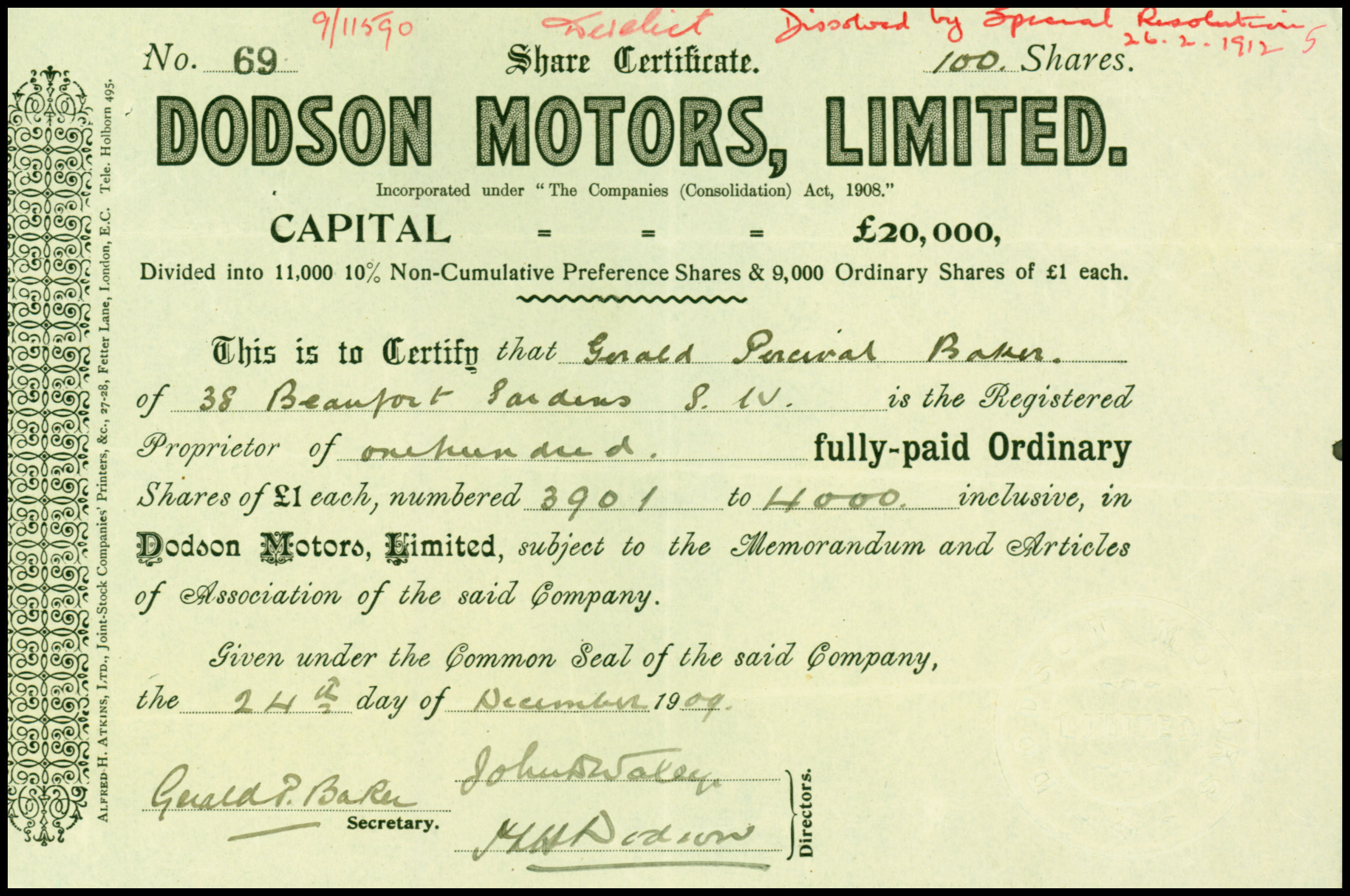
Aktie der Dodson Motors Ltd. vom 24. Dezember 1909

Die Dodson Motors Ltd. war ein britischer Automobilhersteller in Huddersfield (West Yorkshire). Die Firma gehörte zur Gruppe David Brown & Sons Ltd. 1910–1913 wurden dort Mittelklassewagen gebaut.
Der Dodson 12/16 hp erschien 1910 und besaß einen Vierzylinder-Reihenmotor mit 2,4 l Hubraum. Sein Radstand betrug 2769 mm. Ihm zur Seite wurde der größere Dodson 20/30 hp mit 4,4 l Hubraum gestellt. Der Radstand dieses Wagens war 3099 mm. Beide Modelle wurden von Viertaktmotoren angetrieben und bis 1913 gebaut.
1911 wurden den Viertaktern zwei Modelle mit Zweizylinder-Zweitaktmotoren zur Seite gestellt: Der Dodson  15 hp hatte 2,55 l Hubraum und der Dodson 25 hp gar 3,9 l. Die Radstände betrugen 2819 mm bzw. 3200 mm. Beide Zweitakter wurden nur ein Jahr lang hergestellt. Sie stammten von der Schwestermarke Valveless.
1914 war diese Marke nicht mehr auf dem Markt vertreten.

## Modelle
| Modell   | Bauzeitraum | Zylinder | Hubraum  | Radstand |
| -------- | ----------- | -------- | -------- | -------- |
| 12/16 hp | 1910–1913   | 4 Reihe  | 2409 cm³ | 2769 mm  |
| 20/30 hp | 1910–1913   | 4 Reihe  | 4398 cm³ | 3099 mm  |
| 15 hp    | 1911        | 2 Reihe  | 2547 cm³ | 2819 mm  |
| 25 hp    | 1911        | 2 Reihe  | 3891 cm³ | 3200 mm  |

## Quelle
- David Culshaw & Peter Horrobin: The Complete Catalogue of British Cars 1895–1975. Veloce Publishing, Dorchester 1999, ISBN 1-874105-93-6.